# Power of the Blues
Power of the Blues ist ein Album des Gitarristen und Sängers Gary Moore, welches 2004 veröffentlicht wurde. Es erschien zwei Jahre, nachdem Moore mit dem Album Scars zu seinen Hardrock-Zeiten zurückgekehrt war. Power of the Blues stellt somit eine abermalige Wende Moores zurück zu elektrischem Blues und „Power“-Bluesrock dar.

## Titelliste
1. Power of the Blues (Moore, Daisley, Mooney) – 2:30
2. There’s a Hole (Moore)- 5:38
3. Tell Me Woman(Moore) – 2:53
4. I Can’t Quit You Baby (Willie Dixon) – 5:48
5. That’s Why I Play the Blues (Moore) – 4:05
6. Evil (Willie Dixon, Howlin’ Wolf) – 2:42
7. Getaway Blues (Moore, Daisley, Mooney)- 3:42
8. Memory Pain (Percy Mayfield) – 4:52
9. Can’t Find My Baby (Moore)- 3:34
10. Torn Inside (Moore) – 5:37

## Besetzung
- Gary Moore – Leadgesang, Leadgitarre und Rhythmusgitarre
- Bob Daisley – Bass
- Darrin Mooney – Schlagzeug
- Jim Watson – Keyboard